# Rafael Bielsa
Rafael Antonio Bielsa Caldera (Rosario, 15 febbraio 1953) è un politico e avvocato argentino.
È il fratello dell'allenatore di calcio Marcelo Bielsa e della politica María Eugenia Bielsa.
Si è laureato in legge all'Università nazionale di Rosario ed è un avvocato.
Dal maggio 2003 al dicembre 2005 è stato Ministro degli esteri dell'Argentina. Dal dicembre 2005 al novembre 2007 è stato deputato in rappresentanza della Provincia di Santa Fe.